# Diomidis Kiriakós
Diomidis Kiriakós (en grec: Διομήδης Κυριάκος) (Spetses, 1811 - Pisa, 1869) fou un escriptor i polític grec, que exercí de Primer Ministre de Grècia entre el 9 d'abril i el 10 de maig de 1863.

## Biografia
Kiriakós va néixer el 1811 en l'illa de Spetses. Era el germà petit de Ioannis Kiriakós, un vicealmirall que va ser mort al setge de Misolongi. Va estudiar Dret a les Universitats de Pisa i París. L'any 1835, va ser nomenat fiscal del Tribunal de Primera Instància. Va ajudar a redactar dues Constitucions de Grècia la dels anys 1843 i 1862. A l'any següent, es va convertir en Ministre de Religió i Educació i, entre abril i maig de 1863, va exercir com a Primer Ministre de Grècia. Kyriakós va ser autor de diversos llibres sobre dret i història. Va morir a Itàlia el 1869.